# Katonai időzónák listája
Ez azon katonai időzónák listája, melyeket több egyeben kívül az USA hadereje és Kínai Népi Felszabadító Hadsereg is használ. Neveik a NATO fonetikus ábécéjén alapszanak (két kiejtési kivétellel: "Alpha" az "Alfa" helyett és "Juliet" a "Juliett" helyett).
A greenwichi délkörtől keletre haladva az Alpha-tól a Mike-ig a betűk a 12 egész órára végződő időeltolódást jelölik egészen a nemzetközi dátumválasztó vonalig. Greenwichtől nyugatra, a November-től a Yankee-ig pedig a negatív, egész órára végződő időeltolódásokat jelölik a betűk.
A rendszert Nathaniel Bowditchtől eredeztetik, aki 1802-es American Practical Navigator című könyvében az időzónákat betűkkel jelölte: a J betűt kihagyta az I-vel való összetévesztést kiaknázva (egyfajta szokásként), illetve mivel néhány ábécé nem rendelkezik vele (például cirill). Ausztrália, Kanada, Új-Zéland, az Egyesült Királyság és az Egyesült Államok az Alied Communications Publicationt használja (ACP), amely 121 jelölést tartalmaz az időzónákhoz.
A J betűt (Juliet) eredetileg átugrották, ma néha a megfigyelő helyi idejét jelenti. Nem nemzetközi jelölés, sok helyen nem ismerik el és nem használják.
A Z betű (Zulu) a greenwichi középidőt (GMT) vagy az egyezményes koordinált világidőt jelöli.
Ezen betűk elnevezéseit az időzónák kimondásához használják, például 6:00-t az UTC-5 időzónában "0600R" formában írják és "zero six hundred Romeo"-ként mondják ki.
| Időzóna neve       | Jelölés | Időeltolódás |
| ------------------ | ------- | ------------ |
| Alpha Time Zone    | A       | UTC+01:00    |
| Bravo Time Zone    | B       | UTC+02:00    |
| Charlie Time Zone  | C       | UTC+03:00    |
| Delta Time Zone    | D       | UTC+04:00    |
| Echo Time Zone     | E       | UTC+05:00    |
| Foxtrot Time Zone  | F       | UTC+06:00    |
| Golf Time Zone     | G       | UTC+07:00    |
| Hotel Time Zone    | H       | UTC+08:00    |
| India Time Zone    | I       | UTC+09:00    |
| Kilo Time Zone     | K       | UTC+10:00    |
| Lima Time Zone     | L       | UTC+11:00    |
| Mike Time Zone     | M       | UTC+12:00    |
| November Time Zone | N       | UTC−01:00    |
| Oscar Time Zone    | O       | UTC−02:00    |
| Papa Time Zone     | P       | UTC−03:00    |
| Quebec Time Zone   | Q       | UTC−04:00    |
| Romeo Time Zone    | R       | UTC−05:00    |
| Sierra Time Zone   | S       | UTC−06:00    |
| Tango Time Zone    | T       | UTC−07:00    |
| Uniform Time Zone  | U       | UTC−08:00    |
| Victor Time Zone   | V       | UTC−09:00    |
| Whiskey Time Zone  | W       | UTC−10:00    |
| X-ray Time Zone    | X       | UTC−11:00    |
| Yankee Time Zone   | Y       | UTC−12:00    |
| Zulu Time Zone     | Z       | UTC±00:00    |

## Fordítás
Ez a szócikk részben vagy egészben  a   List of military time zones című angol Wikipédia-szócikk fordításán alapul.  Az eredeti cikk szerkesztőit annak laptörténete sorolja fel. Ez a jelzés csupán a megfogalmazás eredetét és a szerzői jogokat jelzi, nem szolgál a cikkben szereplő információk forrásmegjelöléseként.